# مفرج نهار
مفرج نهار مفرج خلف المطيري من مواليد دولة الكويت في عام 1959 ، نائب سابق في مجلس الامة الكويتي ، شارك في انتخابات مجلس الأمة الكويتي عام 1992 وفاز بالعضوية عن الدائرة التاسعة عشر - الجهراء الجديدة - وحصل علي (760) صوت وحصل علي المركز الأول ، كما شارك في انتخابات مجلس الأمة الكويتي عام 1996 وفاز بالعضوية عن الدائرة التاسعة عشر - الجهراء الجديدة - وحصل علي (1010) صوت وحصل علي المركز الأول.

## السيرة الذاتية
- موظف في وزارة الإعلام.
- محاسب في وزارة التربية.
- حاصل علي الشهادة الجامعية في المحاسبة.
- عضو اتحاد الحرفيين.
- عضو جمعية إحياء التراث الإسلامي.
- أمين صندوق فرع الجهراء التابع لجمعية إحياء التراث الإسلامي.[3]